# Rolf Wanhainen
Rolf Wanhainen (* 9. Februar 1972 in Danderyd) ist ein ehemaliger schwedischer Eishockeytorwart und spielte von 2005 bis 2007 bei den Augsburger Panthern.

## Karriere
Der 1,75 m große Wanhainen startete seine Profikarriere im Jahre 1992 beim Stockholmer Vorortklub Huddinge IK, wo er bis 1999 spielte. Danach wechselte er zu Södertälje SK, wo er die bisher erfolgreichste Zeit seiner Karriere erlebte. 2001 gelang ihm mit Södertälje der Aufstieg in die Elitserien. Seine Fangquote von 92,7 und ein Gegentorschnitt von 1,76 waren in dieser Saison beeindruckend.
Wanhainen ist außerdem 18-facher Torwart der schwedischen Eishockeynationalmannschaft und gewann 2001 mit Schweden die Bronzemedaille bei der Weltmeisterschaft.
Von 2005 bis 2007 stand er im Tor der Augsburger Panther, ehe es ihn aufgrund einer schweren Erkrankung seines Vaters zurück nach Schweden zog. Er beendete deshalb seine Karriere und nahm eine Stelle bei Scania an.

## Erfolge und Auszeichnungen
- 1992 Silbermedaille bei der Junioren-Weltmeisterschaft
- 2002 Elitserien Rookie des Jahres